# Arrondissement Nogent-le-Rotrou
Nogent-le-Rotrou is een arrondissement van het Franse departement Eure-et-Loir in de regio Centre-Val de Loire. De onderprefectuur is Nogent-le-Rotrou.

## Kantons
Het arrondissement was tot 2014 samengesteld uit de volgende kantons:
- kanton Authon-du-Perche
- kanton La Loupe
- kanton Nogent-le-Rotrou
- kanton Thiron-Gardais

Na de herindeling van de kantons bij decreet van 24 februari 2014, met uitwerking op 22 maart 2015 omvat het arrondissement de kantons :
- kanton Brou  (deel 16/24)
- kanton Illiers-Combray  (deel 2/40)

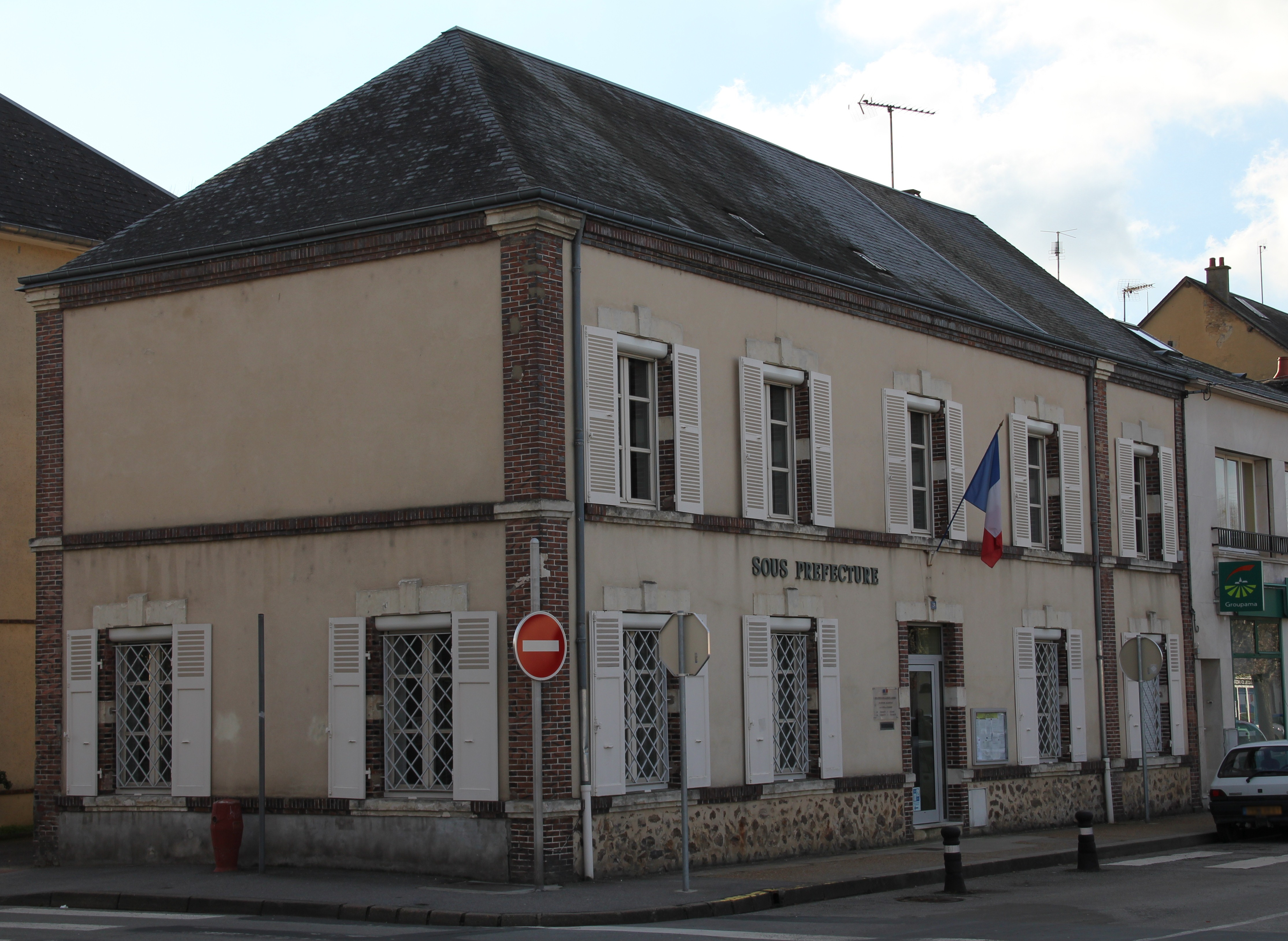
Kantoor van de onderprefectuur Nogent-le-Rotrou

- kanton Nogent-le-Rotrou